# Sipo (houtsoort)

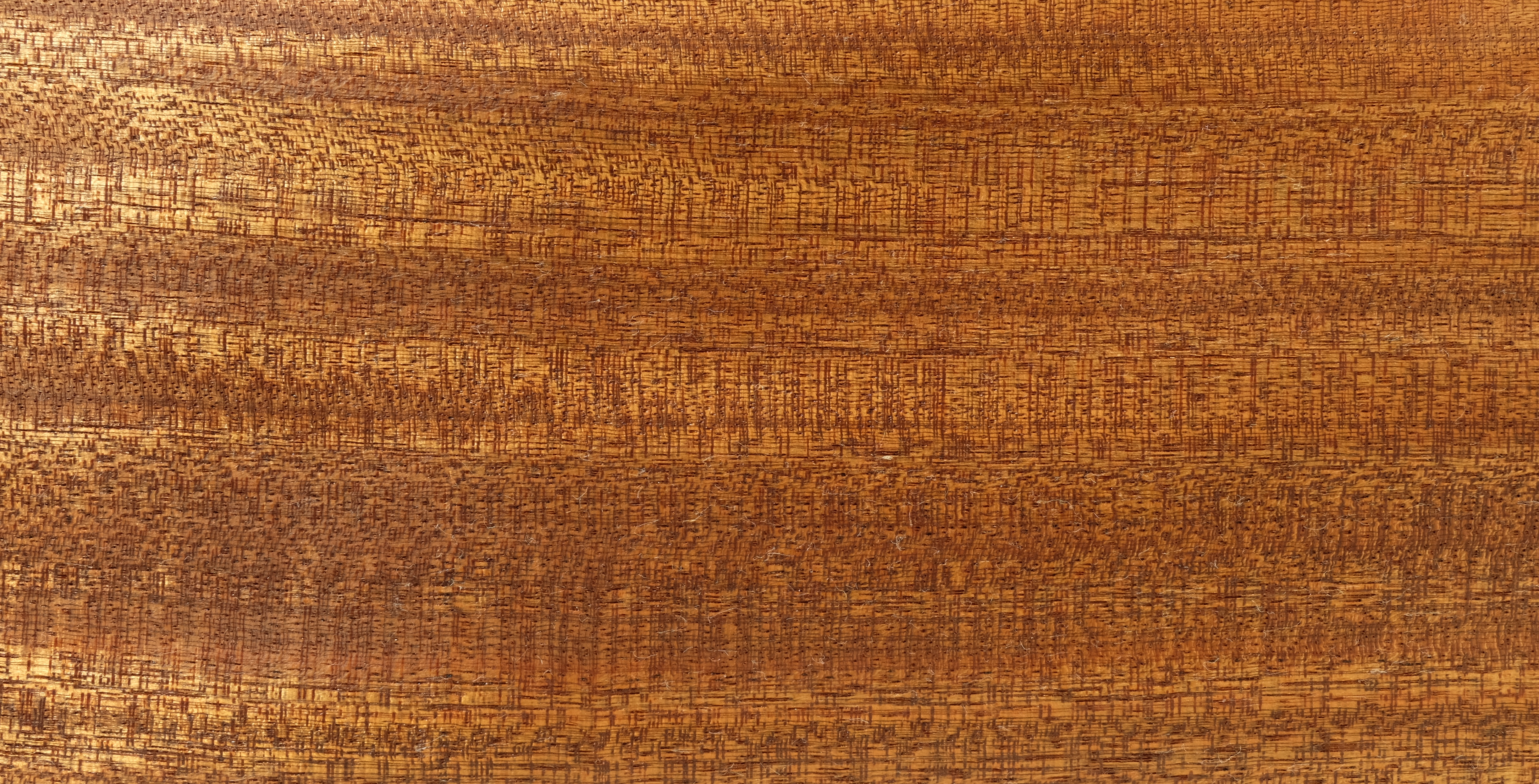
Sipo

Sipo is een mahonie-achtige houtsoort die bruinachtig rood van kleur is. Het is geschikt voor zowel buiten als binnen. Het is niet duurzaamheid wanneer het veelvuldig in contact komt met water of de grond. Toepassingen zijn plankenvloeren en parket, trappen, draaiwerk, meubels, fineer voor marqueterie en wand- en zolderingbekleding. 
IJzer laat blauwgrijze vlekken na op het hout.  In de zon is soms een paars vlammetje te zien als tekening in het hout.
Sipo is afkomstig van Entandrophragma utile (familie Meliaceae). De boom komt voor in het altijdgroene tropische regenwoud van Midden- en West-Afrika (Nigeria, Ghana, de Centraal-Afrikaanse Republiek, Kameroen, Congo-Kinshasa, Congo-Brazzaville en Ivoorkust).